# Kornumgård
Kornumgård var et gods i Brønderslev Sogn, der nu er udstykket.

## Ejere
- 1446 ca. Anders Laursen (Bonde)
- 1506 ca. Hans Andersen Bonde
- Peder Hansen
- 1550 ca. Anders Jensen Kjærulf
- Jens Andersen Kjærulf
- 1632 Peder Thomsen Galskyt
- 1688 Helmik Pedersen Galskyt
- 1698 Lars Jensen
- 1724 Claus Edv. Ermandinger
- 1758 Johan Vilh. v. Hobe
- 1765 Jesse Poulsen Dytschou
- 1778 Søren Pedersen Thorup
- 1791 Christen Brønnum
- 1803 Jens Larsen Nielsen Graven
- 1822 Jens Mathias Møller
- 1863 Carl Johs. Møller
- 1903 Henrik Vahl Møller
- 1910 Therkild Peter Therkildsen
- 1921 Brønderslev Bank
- 1922 Jens Christen Jensen
- 1929 Knud Knudsen
- 1942 Kaj Johansen
- 1956 fru A. Andersen
- 1957 T. Riis Madsen [1]